# 第十七世噶瑪巴·赤列塔耶多吉
赤列塔耶多吉（藏語：ཕྲིན་ལས་མཐའ་ཡས་རྡོ་རྗེ་།，威利转写：phrin las mtha' yas rdo rje，THL：thrinle thaye dorjé，藏语拼音：Chinlä Tayä Dorjê；英文：Trinley Thaye Dorje）（1983年5月6日—），又譯為廷列泰耶多傑、聽列泰耶多傑，生于中国西藏自治区拉萨市。是藏传佛教噶玛噶举派第十四世夏瑪巴认定的第十七世噶玛巴。夏瑪巴与噶玛巴有相互认定的传统，唯夏瑪巴传承自第十世助廓尔喀侵藏后便被清政府中央和噶厦地方禁止传承，直至噶厦流亡至印度后的1963年达赖喇嘛才允许夏玛巴继续传承（但仍未获中央政府批准，中国官方视夏瑪巴为尼泊尔佛教人物而不予插手），1983年夏瑪巴认定赤列塔耶多吉时距此仅过去二十年。
另一位被中國官方、噶举派其他高僧以及達賴喇嘛的噶厦认定并擁有轉世信函的为大寶法王第十七世噶玛巴鄔金欽列多傑（参见第十七世噶瑪巴爭議）。

## 生平
赤列塔耶多吉1983年生于中国西藏自治区拉萨市，1994年离开西藏，现生活于印度東北部西孟加拉邦的噶伦堡。在这里他接受了强化的佛教教育，并授课于佛学院（བཤད་གྲྭ་ xêzha）。同时他也游历很多地方，在全世界以真实可信的方式传授佛法。他的上师有第十四世夏玛巴、已去世的秋吉崔钦仁波切（藏語：བཅོ་བརྒྱད་ཁྲི་ཆེན་རིན་པོ་ཆེ་，藏语拼音：Jobgyä Chiqên Rinboqê）、禄顶堪钦仁波切（藏語：ཀླུ་སྡིངས་མཁན་ཆེན་རིན་པོ་ཆེ་，藏语拼音：Luding Känqên Rinboqê）以及堪钦赤列颇就仁波切（藏語：མཁན་ཆེན་འཕྲིན་ལས་དཔལ་འབྱོར་རིན་པོ་ཆེ་，藏语拼音：Känqên Chinlä Bäjor Rinboqê）。从大师根森巴多杰（སེམས་དཔའ་རྡོ་རྗེ?）教授、已去世的多噶仁波切（藏語：སྟོབས་དགའ་གཡུལ་རྒྱལ་རིན་པོ་ཆེ་，藏语拼音：Dobga Yügyä Rinboqê）以及堪布确札仁波切（藏語：མཁན་པོ་ཆོས་གྲགས་རིན་པོ་ཆེ་，藏语拼音：Känbo Qözhag Rinboqê）那里他接受了哲学性教育。全世界有51个国家的共超过642所佛教中心和寺院是以第十七世噶玛巴·赤列塔耶多吉为精神领袖的。其中包括从人数上来说大型的金刚之路组织（欧雷·尼达尔喇嘛创建）、达波曼陀罗（དྭགས་པོ་མཎྜལ་）中心、菩提之路（Bodhi Path）组织中心及其他很多组织。
赤列塔耶多吉於2017年3月25日在印度新德里与主巴人密妃仁钦央宗（藏語：གསང་ཡུམ་རིན་ཆེན་དབྱངས་འཛོམས་或གསང་ཡུམ་རིན་ཆེན་གཡང་འཛོམས་，藏语拼音：Sang'yum Rinqên Yangsom）完婚并于2018年8月11日育有一子吐赛（ཐུགས་སྲས་?）。

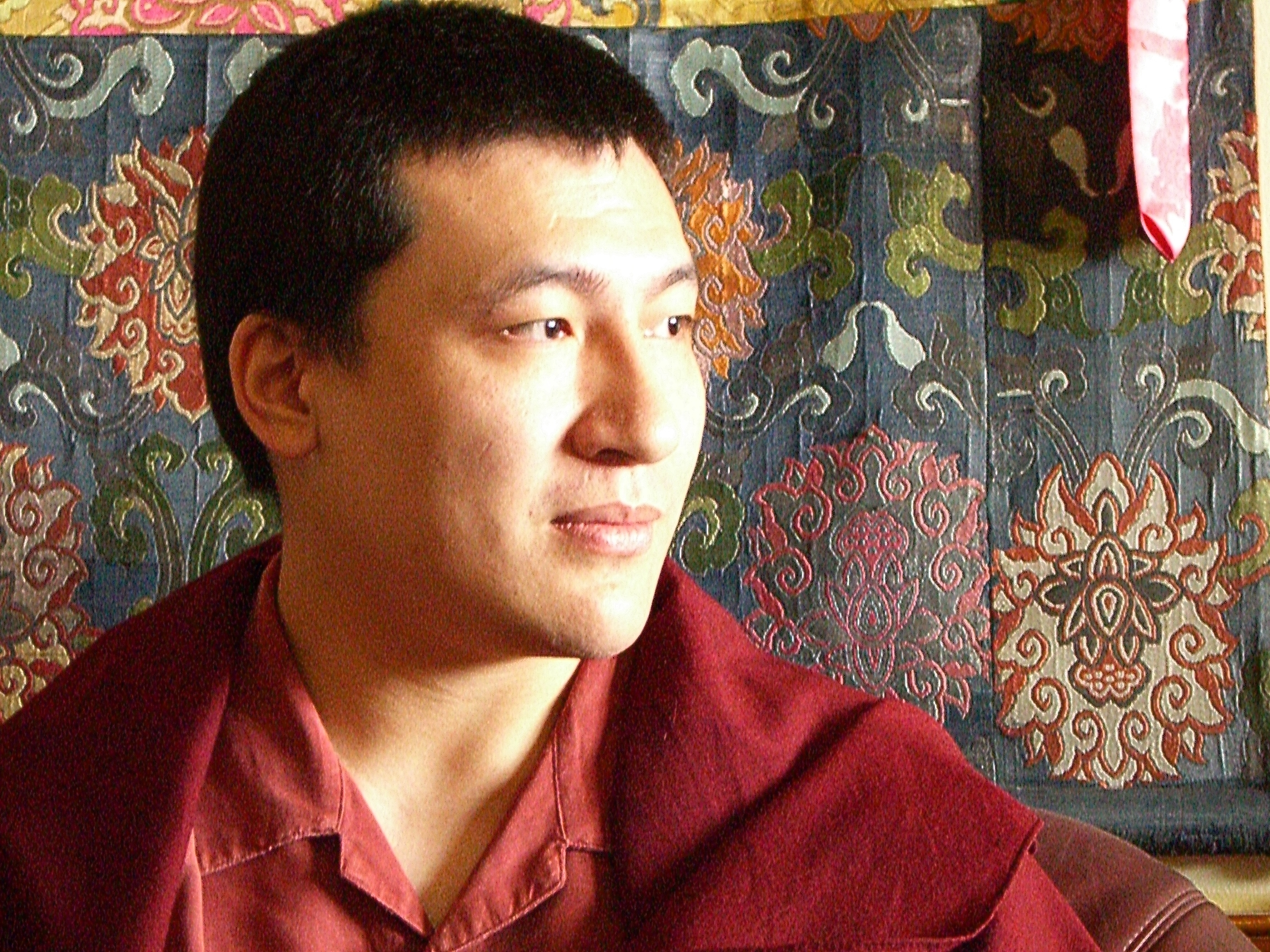
噶玛巴·赤列塔耶多吉

### 引用
1. ↑  桑尤姆啦与赤列塔耶多吉 （页面存档备份，存于）在伊泽龙市镇沙尔栋山噶玛敏久林寺（法语：Karma Migyur Ling）拍摄的照片。